# محطة قطار بشار العابر للصحراء
محطة قطار بشار العابر للصحراء أو بشار - البحر الأبيض المتوسط - النيجر هي محطة سكة حديد جزائرية سابقة تقع في مدينة بشار، عاصمة ولاية بشار.المحطة حاليا خارج الخدمة ولم يعد لها وجود بعد هدمها.
دشنت المحطة في عام 1941، أثناء تمديد خط السكة الحديدية العابر للصحراء من بوعرفة في المملكة المغربية ، إلى بشار (كولومب بشار سابقا).

## موقعها في الشبكة الحديدية
تقع محطة السكة الحديدية على ارتفاع 580 متر ، وكانت محطة الإنطلاق للخط من بشار إلى عبادلة ( PK 0 )، حيث كانت تتبعها محطة عبادلة.

## تاريخ
تافتتحت المحطة في 8 ديسمبر1941 أثناء تمديد خط السكة الحديدية العابر للصحراء (أو سكة حديد البحر الأبيض المتوسط النيجر) بطول 165 كم من بوعرفة في المملكة المغربية ، إلى بشار (كولومب بشار سابقا). يبدأ هذا الخط، بمقياس قياسي يبلغ 1 435 مم ، في مدينة الغزوات الساحلية في ولاية تلمسان( Nemours سابقا)، في شمال غرب الجزائر، ويعبر من الشمال إلى الجنوب الجزء الشرقي بأكمله من المغرب من وجدة إلى بوعرفة قبل الوصول إلى إلى بشار (كولومب بشار سابقا).
تعتبر المحطة الثانية في بشار (كولومب بشار سابقا). التي شغلت أول خط سكة حديد في عام 1906 أثناء افتتاح الجزء الممتد 51 كم بين بن زيرق (قرية في بلدية بشار) و بشار (كولومب بشار سابقا) من خط السكة الحديد الضيق القديم (عرض 1 055 مم ) من وهران إلى قنادسة عبر سعيدة. يعتبر الاختلاف في عرض المسار بين الخطين والحاجة إلى رصيف سكة حديدية أكبر هو المبرر لإنشاء محطة قطار بشار العابر للصحراء، على مقربة من المحطة الأولى.
وفي عام 1942، افتتح الخط الفرعي للسكك الحديدية العابرة للصحراء بين محطة قطار بشار العابر للصحراء ومحطة قطار القنادسة . افتتح القسم الأخير من خط السكة الحديدية العابرة الصحراء، بطول 90 كم ، بين كولومب بشار ومحطة قطار العبادلة ، في عام 1948.

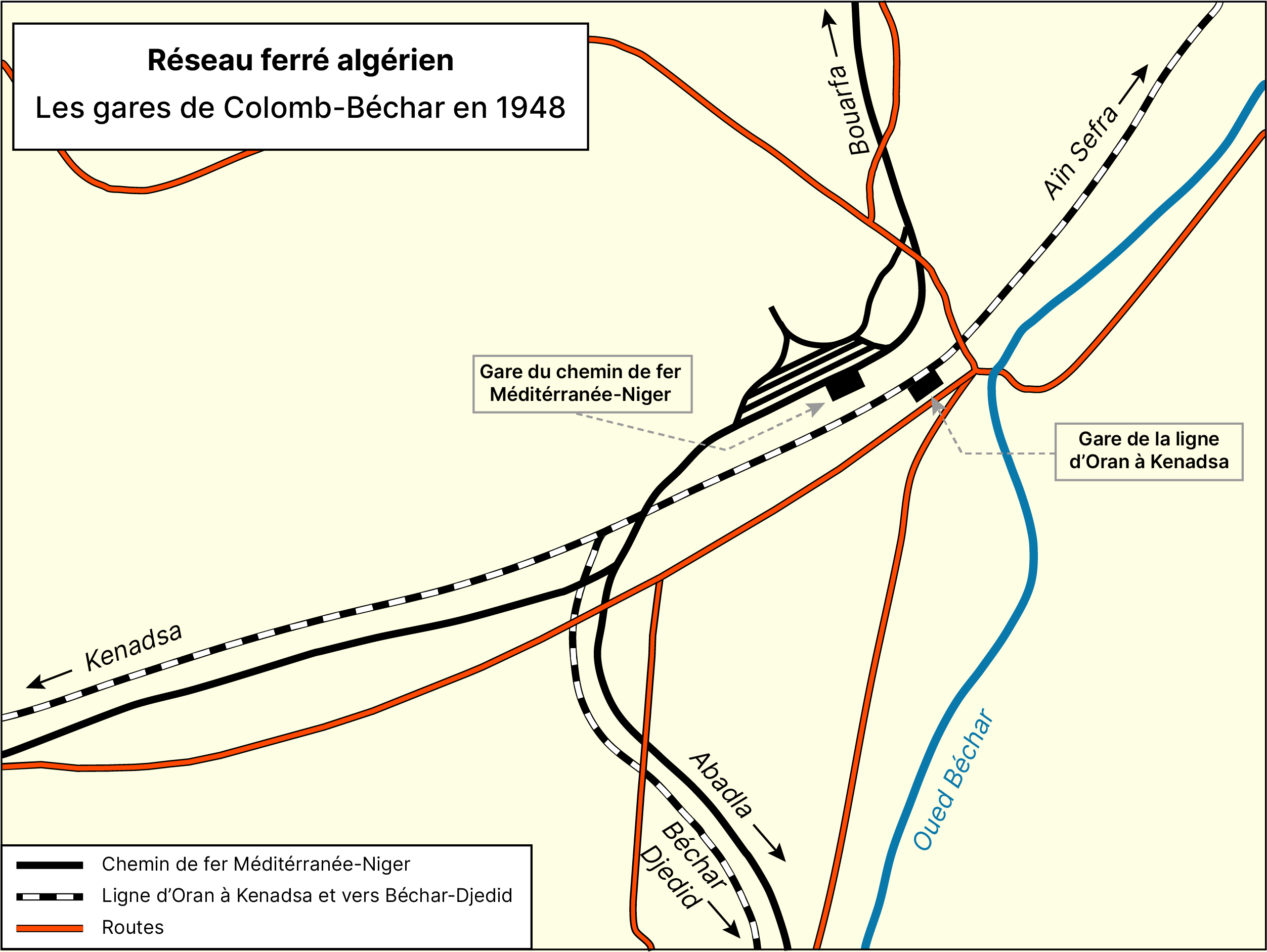
محطتا كولومب بشار والقنادسة في عام 1948.